# Chuột chù Phan Lương
Chuột chù Phan Lương, tên khoa học Crocidura phanluongi, là một loài động vật có vú trong họ Chuột chù, bộ Soricomorpha. Loài này được Jenkins, Abramov, Rozhnov & Olsson mô tả năm 2010. Chúng được phát hiện đầu tiên vào năm 2006 tại Vườn Quốc gia Virachey (Đông bắc Campuchia), sau đó vào năm 2007, phát hiện thêm tại 3 điểm ở miền Nam Việt Nam. Chúng được tên theo nhà sinh vật học Việt Nam Phan Lương.